# Comuna Pîlîpcea, Bila Țerkva
Pîlîpcea (în ucraineană Пилипча) este o comună în raionul Bila Țerkva, regiunea Kiev, Ucraina, formată din satele Hlîbocika, Horodîșce și Pîlîpcea (reședința).

## Demografie
Componența lingvistică a comunei Pîlîpcea
     Ucraineană (97,01%)
     Rusă (2,66%)
     Alte limbi (0,32%)
Conform recensământului din 2001, majoritatea populației comunei Pîlîpcea era vorbitoare de ucraineană (97,01%), existând în minoritate și vorbitori de rusă (2,66%).